# Ercolania viridis
Ercolania viridis is een slakkensoort uit de familie van de Limapontiidae. De wetenschappelijke naam van de soort is voor het eerst geldig gepubliceerd in 1866 door A. Costa.